# Wuileixis Rivas
.Wuileixis de Jesus Rivas Espinoza (27 de agosto de 1990) es un luchador venezolano de lucha grecorromana. Participó en los Juegos Olímpicos de Londres 2012 en la categoría de 66 kg, consiguiendo un 16.º puesto. Compitió en dos Campeonatos Mundiales, logró la 20.ª posición en 2015. Consiguió la medalla de oro en los Juegos Panamericanos de 2015 y en los Juegos Bolivarianos de 2017. Obtuvo la medalla de plata en los Juegos Suramericanos de 2010 y los Juegos Bolivarianos de 2009. Ganó tres medallas en Campeonatos Panamericanos, de oro en 2014.